# Márcio Seligmann-Silva

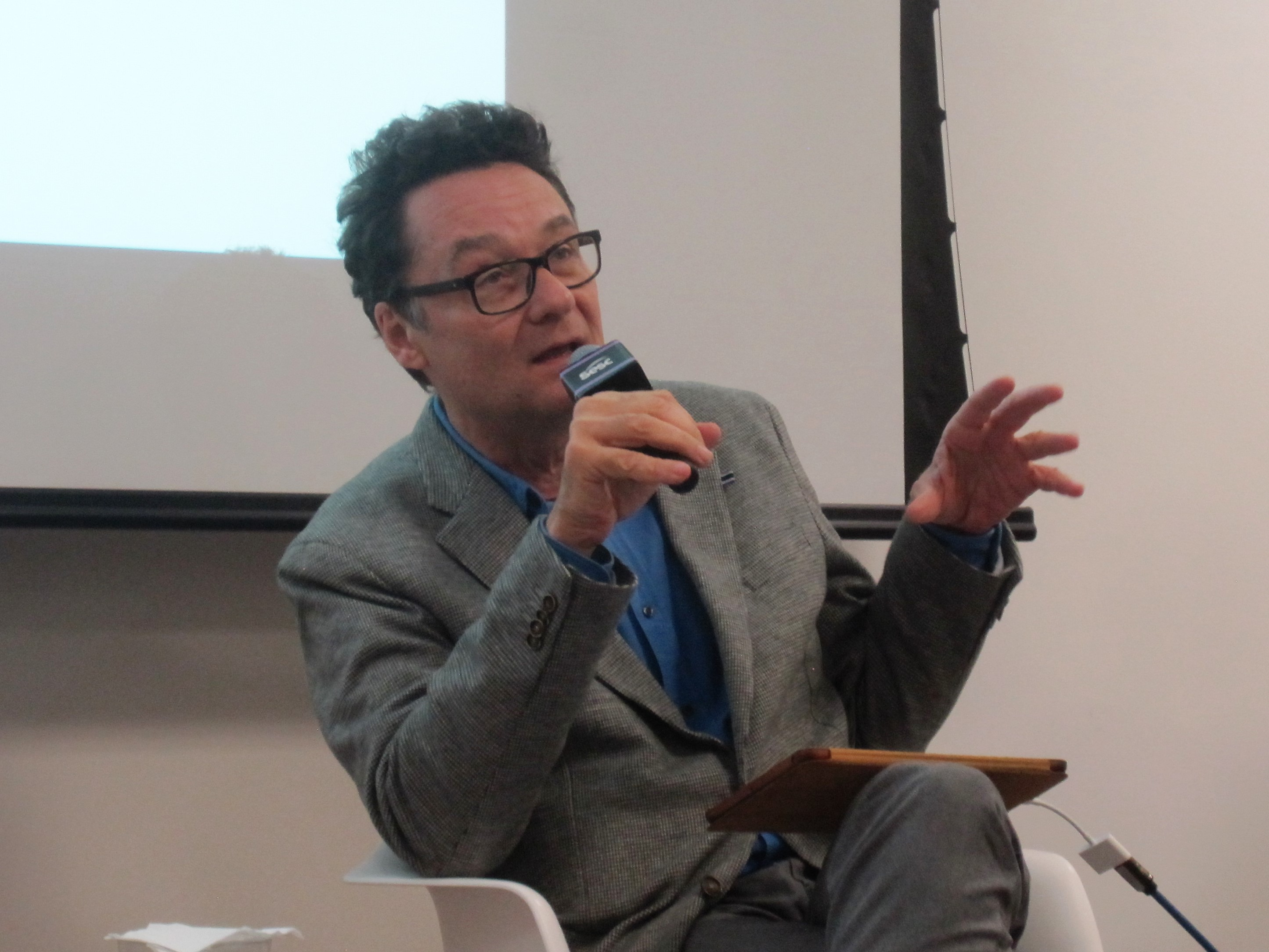
Márcio Seligmann-Silva (2017)

Márcio Orlando Seligmann-Silva (* 1964 in São Paulo) ist ein brasilianischer Literaturwissenschaftler, Literaturtheoretiker, Autor, Übersetzer und Hochschullehrer.

## Leben
Seligmann-Silva hat einen Abschluss in Geschichte von der Pontifícia Universidade Católica de São Paulo {PUC-SP} und einen Master in deutscher Literatur der Universidade de São Paulo (USP), sowie einen Doktortitel in Literaturtheorie und Vergleichender Literaturwissenschaft (Komparatistik) von der Freien Universität Berlin (1996). Er war Postdoktorand am Zentrum für Literatur- und Kulturforschung Berlin (ZfL) (2002) und Postdoktorand am Deutschen Institut der Yale University (2005). Seine Lehrbefugnis erhielt er an der Universidade Estadual de Campinas (UNICAMP), an der er eine Titularprofessur in Literaturtheorie innehat.
Er war Gastprofessor an der Freien Universität Berlin und der University of Warwick in Großbritannien. Er ist Forscher (Letras e Lingüística) des Conselho Nacional de Desenvolvimento Científico e Tecnológico (CNPq).

## Wirken
Seligmann-Silva machte sich insbesondere durch die Vermittlung der Gedankenwelt von Walter Benjamin, Jürgen Habermas und Theodor W. Adorno in Brasilien verdient. Er konstatiert (Interview, 2013) das Fehlen einer eigenen brasilianischen Erinnerungskultur der Traumata durch die Militärdiktatur; die künstlerische  und literarische  Verarbeitung seien eher Ausnahmen.

## Auszeichnungen
- 2000 Finalist, Prêmio Jabuti, Kategorie Übersetzung für G.E. Lessing, Laocoonte. Ou sobre as Fronteiras da Poesia e da Pintura.
- 2000 Prêmio Mario de Andrade de Ensaio Literário für das Werk Ler o Livro do Mundo, 1999.
- 2006 Prêmio Jabuti, Kategorie Bestes Buch in Literaturtheorie und -kritik für O Local da Diferença.[2]

## Schriften
- Ler o Livro do Mundo. Walter Benjamin: romantismo e crítica poética. Iluminuras/FAPESP, São Paulo 1999.
- (Hrsg.): Leituras de Walter Benjamin. Annablume/FAPESP, São Paulo 1999. 2. erweiterte Auflage 2007.
- (Mithrsg.): Catástrofe e Representação. Escuta, São Paulo 2000. Herausgegeben von M. Seligmann-Silva und A. Nestrovski.
- (Hrsg.): História, Memória, Literatura. O testemunho na era das catástrofes. Editora da UNICAMP, Campinas 2003.
- Adorno. PubliFolha, São Paulo 2003.
- O local da diferença. Ensaios sobre memória, arte, literatura e tradução.  Editora 34, São Paulo 2005.
- (Hrsg.): Palavra e Imagem, Memória e Escritura  Argos, Chapecó 2006.
- Para uma crítica da compaixão. Lumme Editor, São Paulo 2009, ISBN 978-85-62441-14-1.
- A atualidade de Walter Benjamin e de Theodor W. Adorno. Editora Civilização Brasileira, Rio de Janeiro 2009, ISBN 978-85-200-0921-5.
- Escritas da violência. Band 1: O testemunho. Orgs. Márcio Seligmann-Silva, Jaime Ginzburg, F.Hardman. 7Letras, Rio de Janeiro 2012, ISBN  978-85-7577-750-3.
- Escritas da violência. Band 2: Representações da violência na história e na cultura contemporâneas da América Latina. Orgs. Márcio Seligmann-Silva, Jaime Ginzburg, F.Hardman. 7Letras, Rio de Janeiro 2012, ISBN 978-85-7577-751-0.
- (Mithrsg.): Imagem e Mem. FALE/UFMG, Belo Horizonte 2012, ISBN 978-85-7758-122-1.
- (Mithrsg.): Hiatus. Arte, Memória e Direitos Humanos na América Latina. Memorial da Resistência de São Paulo, São Paulo 2018, ISBN  978-85-8441-010-1.

## Übersetzungen
- Walter Benjamin: O Conceito de Crítica de Arte no Romantismo Alemão. Iluminuras/EDUSP, São Paulo 1993
- Gotthold Ephraim Lessing: Laocoonte. Ou sobre as Fronteiras da Poesia e da Pintura. Iluminuras/Secretaria de Estado da Cultura, São Paulo 1998.
- Jürgen Habermas: A Constelação pós-nacional. Ensaios políticos. Littera Mundi, São Paulo 2001.
- Philippe Lacoue-Labarthe, Jean-Luc Nancy: O mito nazista. Iluminuras, São Paulo 2002, ISBN 85-7321-151-2.